# Benjamin Atkins
Benjamin Tony Atkins (26 de agosto de 1968 en Detroit, Michigan - 17 de septiembre de 1997 en Jackson, Michigan), conocido como Woodward Corridor Killer, fue un asesino en serie estadounidense que asesinó a 11 mujeres en Detroit, Míchigan, durante un período de nueve meses entre diciembre de 1991 y agosto de 1992.
Todas las víctimas fueron encontradas en edificios vacíos, y habían sido violadas y estranguladas. La mayoría de ellas fueron asesinadas en Highland Park. Muchas de las víctimas estaban trabajando como prostitutas, y Atkins dijo que estaba motivado por el odio a la prostitución.
Durante su juicio, se reveló que el mismo Atkins fue violado a los 10 años y había presenciado que su madre se dedicaba a la prostitución.
Fue condenado a once penas de cadena perpetua. El 17 de septiembre de 1997, murió de una infección causada por el VIH, en el Hospital Duane Waters, que está conectado con el Egeler Correctional Facility en Jackson. 

## Víctimas
- Darlene Saunders (de 35 años), atacada, violada y sodomizada en octubre de 1991 en Highland Park.
- Debbie Ann Friday, de 30 años, encontrada violada, estrangulada y sodomizada el 14 de diciembre de 1991 en Highland Park.
- Bertha Jean Mason, de 26 años, encontrada estrangulada, violada y sodomizada el 30 de diciembre de 1991 en Detroit.
- Patricia Cannon George, de 36 años, encontrada estrangulada, violada y sodomizada el 3 de enero de 1992 en Detroit.
- Vickie Truelove, de 39 años, encontrada sodomizada, estrangulada y violada, el 25 de enero de 1992 en Detroit.
- Valerie Chalk, de 34 años, encontrada repetidamente sodomizada, violada y estrangulada, el 17 de febrero de 1992 en el Motel Monterey, Sala 68, Highland Park.
- Juanita Hardy, de 23 años, encontrada violada y estrangulada en Monterey Motel, Sala 35, 17 de febrero de 1992.
- Desconocido cuerpo de la mujer encontrada violada y estrangulada en Motel Monterey, Sala 18, 17 de febrero de 1992.
- Brenda Mitchell, de 38 años, encontrada violada y estrangulada el 9 de abril de 1992 en Highland Park.
- Vicki Beasley-Brown, de 43 años, encontrada violada y estrangulada el 15 de abril de 1992 en Highland Park.
- Joanne O'Rourke, de 40 años, encontrada repetidamente violada y estrangulada el 15 de junio de 1992 en Highland Park.
- Ocinena Waymer, de 22 años, fue encontrada golpeada, violada, sodomizada y estrangulada el 21 de agosto de 1992 en Highland Park.